# GJ 3512
GJ 3512 (G 234-45) ist ein Stern der Klasse der roten Zwerge.
Er liegt 31 Lichtjahre von der Sonne im Sternbild Großer Bär und wird von einem Gasplaneten (GJ 3512b) umrundet. Dieser Exoplanet wurde im Jahre 2019 entdeckt und ist im Verhältnis zum Stern ungewöhnlich groß.

## Eigenschaften des Systems
GJ 3512 ist als Roter Zwerg deutlich kleiner als die Sonne. Er besitzt nur etwa 12 % der Masse der Sonne und sein Radius beträgt etwa 14 % des Sonnenradius. Seine Leuchtkraft entspricht nur etwa 1,5 Promille derjenigen der Sonne.
GJ 3512b wurde mittels der Radialgeschwindigkeitsmethode entdeckt und besitzt mindestens 46 % der Masse des Jupiter und umrundet den Stern in etwas über 200 Tagen. Das bedeutet, dass die Masse des Sternes GJ 3512 nur etwa 250 - 270 mal so groß, wie die seines Planeten ist. Dieser Umstand lässt sich bisher nicht mit den gängigen Annahmen zur Planetenbildung in Einklang bringen, da man bisher davon ausging, dass bei der Entstehung eines Roten Zwerges nicht genügend Staubmaterial zur Verfügung steht, um die Bildung eines derart großen Planeten zu ermöglichen.